# Psychotria mapiriensis
Psychotria mapiriensis är en måreväxtart som beskrevs av Paul Carpenter Standley. Psychotria mapiriensis ingår i släktet Psychotria och familjen måreväxter. Inga underarter finns listade i Catalogue of Life.